# Monteton
Monteton é uma comuna francesa na região administrativa da Nova Aquitânia, no departamento Lot-et-Garonne. Estende-se por uma área de 13,67 km². Em 2010 a comuna tinha 330 habitantes (densidade: 24,1 hab./km²).